# Botond
Botond est un prénom hongrois masculin.

## Étymologie
Nom hongrois ancien dérivé de bot au sens ancien de « masse d'armes » (différent du sens en hongrois moderne « bâton »).